# BC Žalgiris Kaunas
El BC Žalgiris Kaunas és un club de bàsquet de la ciutat de Kaunas a Lituània. La temporada 2019-2020 participa en la lliga lituana i en l'Eurolliga.

## Història
El club fou fundat el 1944 i és el més destacat del país per palmarès. Disputa els seus partits al Kaunas Sports Hall, amb capacitat per a 4.500 espectadors. Els seus colors són el verd i el blanc.

## Palmarès
- 2 Eurolliga de bàsquet: 1999, 2009.
- 1 Recopa d'Europa de bàsquet: 1998.
- 1 Mundial de Clubs de bàsquet: 1986.
- 5 Lliga del Bàltic: 2005, 2008, 2010, 2011, 2012
- 1 Copa del Bàltic: 1998.
- 1 NEBL: 1999.
- 34 Lliga lituana de bàsquet: 1946, 1950, 1952, 1953, 1954, 1955, 1958, 1991, 1992, 1993, 1994, 1995, 1996, 1997, 1998, 1999, 2001, 2003, 2004, 2005, 2007, 2008, 2011, 2012, 2013,[1] 2014, 2015,[2] 2016,[3] 2017,[4] 2018, 2019, 2020, 2021, 2023
- 6 Copa lituana de bàsquet: 1990, 2007, 2008, 2011, 2012, 2015
- 5 Lliga de bàsquet de l'URSS: 1947, 1951, 1985, 1986, 1987.
- 1 Copa de bàsquet de l'URSS: 1953.

## Jugadors històrics
- Arvydas Sabonis
- Rimas Kurtinaitis
- Modestas Paulauskas
- Saulius Stombergas
- Valdemaras Chomicius
- Sergejus Jovaisa
- Šarūnas Jasikevičius
- Algirdas Brazys
- Martynas Andriuskevicius